# ده باغ (دوراهان)
ده باغ (بالفارسية: ده باغ) هي قرية تقع في إيران في قسم درواهان الريفي. يقدر عدد سكانها بـ 0 نسمة بحسب إحصاء 2016.